# Слюсарев, Александр Александрович
Александр Александрович Слюсарев (9 октября 1944, Москва, СССР — 23 апреля 2010, Москва, Россия) — советский и российский фотограф, известный своими минималистическими чёрно-белыми фотографиями, а также профессиональный переводчик. Член группы «Непосредственная фотография» и Союза фотохудожников России.

## Биография и творчество
Родился в 1944 году в Москве.  Интерес к фотографии возник в 1958 году после получения в подарок фотоаппарата «Юность» и знакомства с журналом «Советское фото» и выставкой «Род человеческий» (1959). В начале 1960-х годов участвовал в выставках «Наша молодость», организованных Комитетом молодёжных организаций. В КМО познакомился с фотографами Виктором Ахломовым и другими, а также вступил в группу «формалистов», для которых форма в фотографии была важнее содержания.
В 1968 году окончил Институт иностранных языков им. Мориса Тореза по специальности «переводчик».  В 1970-е годы работал переводчиком, в том числе сотрудничал с итальянскими писателями Джанни Родари и Марчелло Арджилли.
В 1976—1984 годах Слюсарев создал серию минималистических чёрно-белых «квадратов», снятых на камеру Rolleiflex.  Эти работы принесли ему известность в фотографической среде и стали визитной карточкой «московской школы» художественной фотографии. В 1979 году состоялась первая персональная выставка Слюсарева на фотофестивале «Янтарный край» в Огре (Латвия).  С 1980 года регулярно проводил выставки в России и за рубежом.
С 1987 года состоял в группе «Непосредственная фотография» и Союзе фотохудожников России.
Работы Александра Слюсарева находятся в музейных и частных коллекциях по всему миру.
Скончался 23 апреля 2010 года в Москве.

## Творческий метод и темы
Александр Слюсарев работал в направлении аналитической художественной фотографии. Его творчество опиралось на глубокое знание теории фотографии, истории искусства и визуальных исследований.  Основными темами его работ были предметный мир, детали повседневной жизни, элементы городской среды.
Характерной чертой фоторабот Слюсарева являлось внимание к теням, бликам и отражениям, которые зачастую играли более важную роль, чем сами предметы.  Фотограф стремился показать многогранность реальности, находя в обыденных вещах неожиданные визуальные аспекты.
Слюсарев разработал понятие «плоский пейзаж», обозначающее пейзаж без линейной перспективы. Городское пространство являлось для него одним из ключевых сюжетов. Его работы часто рассматривают как расширение жанра натюрморта, где вещь становится символом, но её смысл остаётся открытым для интерпретации.
Фотограф стремился находить «характерные вещи, предметы, ситуации»,  которые, будучи узнаваемыми,  представали в его работах в новом свете.
Искусствовед Александр Раппопорт отмечал техническое совершенство работ Слюсарева,  подчёркивая нюансы чёрно-белой гаммы, проработку фактур и контраст между линейной резкостью и мягкостью.  Он также указывал на особенное ощущение времени в фотографиях Слюсарева, сочетающее мимолётность момента и монументальность композиции, что придаёт обыденным фрагментам реальности значительность.
Сам Слюсарев определял свою фотографию как аналитическую, где важна не фиксация конкретного момента, а передача состояния.

## Отношения со зрителем
Слюсарев считает, что зрителю трудно проникнуться его трудами, манерой. Поэтому зрителю нужно некоторое время, чтобы понять его фотографии.

В интервью «Независимой газете» он рассказал: 
«Однажды я показал серию „Кузьминки“. И люди, которые пришли на обсуждение, в частности, достаточно авторитетные критики, решили, что я не то что бы издеваюсь, но подшучиваю над ними, и показываю полный бред. Хотя на самом деле это было совсем не так. Но людям иногда довольно трудно привыкнуть к тому, что я показываю.»
Для того же, чтобы оценить работу, к ней надо привыкнуть, а потом из каждодневного с ней общения сделать вывод. Мимолётный характер фотографии не предполагает её быстрого считывания — суть в ощущении мимолётности.

## Публикации
Александр Слюсарев не так часто представлял свои работы на выставках. На вопрос о показе фотографий на выставке он ответил, что это не даёт ему ничего, кроме возможности посмотреть на свои работы со стороны. «Они приобретают какое-то значение, которое при показе на руках или ещё каким-то другим образом я достичь никогда не смогу. И всё.» Тем не менее он считал, что конечный результат работы — это стена, на которую ты вешаешь фотографию, или, на худой конец, папка, которую ты открываешь время от времени, надевая хлопчатобумажные перчатки, и смотришь аккуратно оформленную в паспарту картинку (просто потому, что стен у человека не так много). Что же касается фотографической книги, по мнению Слюсарева, она даёт представление об авторе, но не создаёт эффекта работы конкретной. 
«Вот работа конкретная висит на стене, она работает, выполняет свою функцию; время от времени, когда кто придет, он спрашивает, а что это такое. Я отвечаю, что это — Туоко Иртимаа, финский фотограф. И все. Проблема в том, что она висит и работает, а если работа не висит, а лежит в книжке закрытая, то соответственно никакого толка от неё нет. В обществе сложился устойчивый стереотип восприятия книги: если ты хочешь посмотреть Роберта Франка — нужно взять и посмотреть книгу. А на самом деле не обязательно книгу брать… Получается, мы получаем удовольствие не от фотографии, а от её репродукции! А разница между репродукцией и фотографией, согласитесь, принципиальна» «У меня было много случаев, когда я достаточно хорошо знаю фотографию (по репродукциям), а потом вижу оригинал на стене и впечатление абсолютно другое. Вот в чём штука-то! Произведение, репродуцированное в полиграфии, начинает обладать другим качеством, и качеством, увы, неправильным. Когда мы смотрим в книге фотографии, они приобретают вполне определённое звучание и значение. Ты попробуй представить те же самые работы на стенке — они потеряют до 70 % этого значения и станут просто фотографиями, каковыми и должны быть.
Существует фотография для полиграфии и фотография для стены. И это разные фотографии, то есть, если мы говорим о фотографии, то мы о фотографии и должны говорить, а не о полиграфической фотографии, о репродукциях.»
Несмотря на такую принципиальную позицию, Александр Слюсарев не отрицал значения интернета для демонстрации фотографий. Блогеры называют его «большим русским художником, создавшим идеальную визуальную метафору сетевого дневника».
«Меня фотограф Мухин привел <в Живой журнал>(slusarev — Слюсарев, Александр Александрович в «Живом Журнале»). Это прежде всего дневник и публикация, когда начинаешь нести ответственность за содеянное. Это не выставка и не альбом. Здесь нет размера работы так, как в телевизоре. Это ЖЖ…»

## Метод
Александр Слюсарев говорил, что до последнего момента учился фотографии, пытался чему-нибудь научиться. Для него важен вопрос подготовки себя к съёмке, дальше выбор места, и это в какой-то степени связано, но не абсолютно напрямую. Иногда это происходит абсолютно случайно.
Удача фотографа зависит от случая процентов на семь. В большей степени имеет значение опыт — то есть способность предвосхищения события. Чтобы этого добиться, необходим самоанализ и оценка развития визуальной ситуации. Хороший снимок получается только, если ты его снял.
О своём творчестве Слюсарев говорит, что стилистика менялась по мере осознания возможностей аппаратуры и изобразительного материала; тематика мало изменилась, хотя расширилась, особенно в последнее время. Повтор, если он естественен, — не повтор, а продолжение развития (может в сторону). Естественное развитие, в свою очередь, предполагает опережение, но оно же способствует непониманию остальными.
Размышляя о переполненности фотографиями интернета в частности и мира вообще, Александр Слюсарев отметил, что интерес к изображению есть в любом случае.
Я занимаюсь фотографией как таковой, а уж насколько она художественна, не знаю. Во-первых, не мне решать, а, во-вторых, да какая мне разница, какой фотографией я занимаюсь… То есть это касается ещё и жанров. В любом случае, я занимаюсь не журналистикой, а аналитической фотографией; то есть, для меня информация о конкретном моменте не важна, мне важна информация о состоянии этого, скажем так, момента. Я меняюсь, и меняются обстоятельства. Повторю истину: река течет. Повтор, если он естественен, не повтор, а продолжение развития.
Александр Слюсарев, 2008

## Персональные выставки
- 1979—1980 — «Александр Слюсарев», фестиваль Dzintarzeme («Янтарный край») в Огре(буклет), тур выставки: Рига, Таллин, Каунас
- 1980 — «Александр Слюсарев», выставка в ЗНУИ (Заочный народный университет искусств)
- 1983 — «Александр Слюсарев», выставка в редакции журнала «Советское фото», Москва
- 1984 — «Александр Слюсарев», Красногорск
- 1987 — «Александр Слюсарев», Москва
- 1987 — «Александр Слюсарев», Йошкар-Ола
- 1990 — «Александр Слюсарев», Aix-en-Provence/Экс-ан-Прованс
- 1991 — «Александр Слюсарев», Амстердам
- 1994 — «Александр Слюсарев», ЦДХ, Москва
- 1995 — «Александр Слюсарев», галерея «Fotogalerie», Берлин
- 1995 — «Александр Слюсарев», галерея «Волга», Казань
- 1995 — «Александр Слюсарев», ФотоКлуб, Йошкар-Ола
- 2004 — «Александр Слюсарев, поСЛЕДСТВИЯ», Фотопрограмма «24», Московский дом фотографии[3].
- 2004 — «Александр Слюсарев» в программе «Классики Российской фотографии», Московский дом фотографии[4].
- 2005 — «Впечатления», экспозиция двух авторов — Едыге Ниязова и Александра Слюсарева, галерея «Улар», Алматы[5].
- 2006 — «Александр Слюсарев. 1980-е годы», экспозиция чёрно-белых квадратов, галерея «Фотосоюз» Союза фотохудожников России[6].
- 2006 — «Александр Слюсарев, Трансдекаданс», фотогалерея «ГЛАЗ»[7].
- 2007 — «Александр Слюсарев, Всякая всячина», фотогалерея «ГЛАЗ»[8].
- 2009 — «Ложная магия ч/б», Государственный музейно-выставочный центр Росфото, Санкт-Петербург[9].
- 2009 — «1 КАРТА 2 МАРШРУТА. Аман Гельд/Александр Слюсарев». Пермский музей современного искусства[10].
- 2010 — Александр Слюсарев, Аман Гельд «Одна карта, два маршрута», Музей архитектуры имени А. В. Щусева, Москва. Куратор: Марат Гельман, «Фотобиеннале-2010», каталог[11].
- 2010 — Александр Слюсарев «Проходя мимо», Вятский художественный музей имени В. М. и А. М. Васнецовых, Киров[12].
- 2010 — «Слюсарев» Галерея «Меглинская», Центр современного искусства Винзавод, Москва.
- 2011 — «Пространство-Время», Латвийский Национальный художественный музей
- 2011 — «А. Слюсарев. Ретроспектива.». «Балтийская биеннале фотографии». Калининградская Художественная галерея. Калининград
- 2012 — «Александр Слюсарев: Ретроспектива. Часть 1», Мультимедиа Арт Музей, Москва
- 2013 — «Nikolai Bakharev, Alexander Slussarev», Les Rencontres d'Arles 2013, France
- 2020 — Александр Слюсарев «Геометрия света», Мультимедиа Арт Музей, Москва[13]

### Избранные групповые выставки
- 2010 — «Four Perspectives Through the Lens: Soviet Art Photography in the 1970s-1980s», Тhe Jane Voorhees Zimmerli Art Museum
- 2015 — «New Arrivals: Late 20th-Century Photographs from Russia & Belarus», The Baltimore Museum of Art

## Фотографии находятся в коллекциях
- Музей современного искусства (Нью-Йорк)
- Baltimore Museum of Art. Maryland, USA
- Museet for Fotokunst (MFF in Danish)]/ The Museum of Photographic Art, Odense, Denmark / Музей фотоискусства, Одензе, Дания
- Harry Ransom Humanities Research Center, UT, Austin, USA / Центр гуманитарных исследований Гарри Рансома, Университет штата Техас, Остин, США
- Museum of the fine arts, Santa Fe, NM, USA / Музей изобразительных искусств штата Нью-Мехико, Санта-Фе, США
- Московский музей современного искусства
- Московский дом фотографии
- Государственный центр современного искусства
- Музей АРТ4, Москва.
- Государственный музейно-выставочный центр РОСФОТО
- Latvijas Fotogrāfijas muzejs, Rīga, Latvija / Музей фотохудожников Латвии, Рига, Латвия
- Lietuvos fotografijos muziejus, Šiauliai, Lietuva / Музей литовской фотографии, Шяуляй, Литва
- коллекция Союза фотохудожников России
- Музей Российской Фотографии[14]
- частные коллекции в России и за рубежом

## Публикации
- Daniela Mrázková, Vladimír Remeš. Another Russia: through the eyes of the new Soviet photographers. New York: Facts on File, Incorporated, 1986. ISBN 0-8160-1553-8
- Daniela Mrázková, Vladimír Remeš. Another Russia: through the eyes of the new Soviet photographers. New Ed. London: Thames&Hudson, 1987. ISBN 0-500-27483-5
- T.Eskola & H. Eerikainen. Toisinnakiat. Helsinki: SN-Kirjiat Publishing, 1988. ISBN 951-615-707-6
- Валерий Стигнеев и Александр Липков. Мир фотографии. М.: Планета, 1989. ISBN 5-85250-117-4
- Eroosio/Erosion. 1980-luvun kasitteelista kuvataidetta ja valokuva Neuvostoliitosta. Edited by Kimmo Sarje. Helsinki: Amos Anderson Publishing, 1990. ISBN 952-9531-03-6
- Christopher Ursitti, Joseph Walker & Paul McGinniss. Photo Manifesto: Contemporary Photography in the USSR. New York: Stewart, Tabori & Chang. 1991. ISBN 1-55670-199-3
- Diane Neumaier. Contemporary Russian Art Photography // Art Journal, ed. College Art Association, Vol. 53, No 2, 1994, New York.
- Diana Neumaier. Hinting at Reality: Aleksandr Slysarev with Mikhail Sidlin // Beyond Memory: Soviet Nonconformist Photography and Photo-Related Works of Art / (The Dodge Soviet Nonconformist Art Publication Series). Rutgers University Press, 2004. P. 293—308. ISBN 0-8135-3453-4 (hardcover) ISBN 0-8135-3454-2 (pbk)
- Свиблова О. The Russian Vision on Europe. М.: Novosti. 2005. ISBN 5-93977-022-3 P. 132—139.
- Evgeny Berezner, Irina Chmyreva, Natalia Tarasova and Wendy Watriss. «Contemporary Russian Photography», FotoFest 2012 Biennial Houston.
- «Changing Focus — A Collection of Russian and Eastern European Contemporary Photography». Sotheby’s, London, 2013. pp. 90–95.
- «Red Horizon — Contemporary Аrt and Photography in the USSR and Russia, 1960—2010». The Columbus Museum of Аrt, USA. 2017
- Ольга Свиблова. РОССИЯ. ХХ ВЕК В ФОТОГРАФИЯХ: 1965—1985. МДФ/МАММ. 2017
- Claire Guillot. L’expo photo que vous ne verrez pas : la lumière magique d’Alexandre Slioussarev éclipsée par le Covid-19. Le Monde. 2020

## Тексты Александра Слюсарева
- Слюсарев А. «Сюжеты старого города» (снимки И. Брухиса). Журнал Советское фото. 1989. № 1
- Слюсарев А. Спурис Эгон, Рука Инта. «Двое в одной лодке». Журнал Советское фото. 1990. № 2
- Слюсарев А. О Едыге Ниязове. «Не переигрывая …». Журнал Советское фото. 1990. № 4
- Слюсарев А. «О влияниях и ситуациях». Журнал Советское фото. 1990. № 10
- Слюсарев А. «Жизнь вокруг» (снимкиАндрейса Грантса). Журнал Советское фото. 1990. № 12
- Слюсарев А. «Взгляд со стороны» (снимки В. Шахлевича). Журнал Советское фото. 1994. № 2
- Слюсарев А. «Реконструкция». Фотографический вестник «Ретикуляция». 1995. № 2. Стр. 2—3
- Слюсарев А. «Смысловая считываемость» (снимки И. Мухина). Журнал Советское фото. 1996. № 1
- Слюсарев А. «От смыслового содержания к визуальному» (снимки М. Ладейщикова). Журнал Фотография. 1997. № 3. Стр. 20—23

### Интернет-выставки на photographer.ru
- Интернет-выставка «ГОРОД, В КОТОРОМ Я ЖИВУ», 2000
- Интернет-выставка «Селекция», 2006
- Интернет-выставка «Оглядываясь назад», 2008

### Авторские интернет-книги (Blurb)
- Alexander Slyusarev. Selected Photographs. Miami, Dark Slide Press, 2009 (a preview of the first 15 pages of Alexander Slyusarev’s book)
- Alexander Slyusarev. SELECTED COLOR. Miami, Dark Slide Press, 2010 (a preview of the first 15 pages of Alexander Slyusarev’s book)